# Aérodrome d'Aubenasson
L’aérodrome d’Aubenasson (code OACI : LFJF) est un aérodrome civil, agréé à usage restreint, situé sur la commune d’Aubenasson à 11 km à l’est-sud-est de Crest dans la Drôme (région Rhône-Alpes, France).
Il est utilisé pour la pratique d’activités de loisirs et de tourisme (aviation légère).

## Histoire
Il est géré par l’Association aéronautique de Rochecourbe.

## Installations
L’aérodrome dispose d’une piste en herbe orientée est-ouest (09/27), longue de 750 m et large de 80.
L’aérodrome n’est pas contrôlé mais dispose d’une aire à signaux (ASI). Les communications s’effectuent en auto-information sur la fréquence de 123,500 MHz.
S’y ajoutent :
- une aire de stationnement ;
- un hangar[2].

## Activités
- Association aéronautique de Rochecourbe.